# حاد الشفة
حاد الشفة (الاسم العلمي: Oxycheilinus)، جنس أسماك بحرية من فصيلة الكيدميات، أعطانها في المحيط الهندي والمحيط الهادئ.

## الأنواع
يوجد حاليًا 10 أنواع معترف بها في هذا الجنس:
- Oxycheilinus arenatus (اشيل فالنسيان, 1840) (Speckled maori wrasse)
- Oxycheilinus bimaculatus (اشيل فالنسيان, 1840) (Two-spot maori wrasse)
- Oxycheilinus celebicus (بيتر بليكر, 1853) (Celebes maori wrasse)
- Oxycheilinus digramma (برنار جيرمان دي لاسيبيد, 1801) (Cheek-lined maori wrasse)
- Oxycheilinus lineatus جون إرنست راندال, Westneat & M. F. Gomon, 2003
- Oxycheilinus mentalis (إدوارد روبيل, 1828) (Mental maori wrasse)
- Oxycheilinus nigromarginatus جون إرنست راندال, Westneat & M. F. Gomon, 2003 (Black-margin maori wrasse)
- Oxycheilinus orientalis (ألبرت غونتر, 1862) (Oriental maori wrasse)
- Oxycheilinus samurai Y. Fukui, Muto & Motomura, 2016 [3]
- Oxycheilinus unifasciatus (Streets, 1877) (Ringtail maori wrasse)